# Гарбина
Гарбина (хорв. Garbina) — населений пункт у Хорватії, в Істрійській жупанії у складі міста Пореч.

## Населення
Населення за даними перепису 2011 року становило 68 осіб.
Динаміка чисельності населення поселення:

## Клімат
Середня річна температура становить 14,01 °C, середня максимальна – 27,29 °C, а середня мінімальна – 0,07 °C. Середня річна кількість опадів – 838 мм.
| Клімат поселення                              | Клімат поселення | Клімат поселення | Клімат поселення | Клімат поселення | Клімат поселення | Клімат поселення | Клімат поселення | Клімат поселення | Клімат поселення | Клімат поселення | Клімат поселення | Клімат поселення | Клімат поселення |
| Показник                                      | Січ.             | Лют.             | Бер.             | Квіт.            | Трав.            | Черв.            | Лип.             | Серп.            | Вер.             | Жовт.            | Лист.            | Груд.            |                  |
| Середній максимум, °C                         | 10,09            | 10,76            | 13,89            | 17,39            | 22,42            | 26,45            | 27,29            | 27,14            | 22,61            | 18,14            | 13,29            | 9,73             |                  |
| Середня температура, °C                       | 5,09             | 5,74             | 8,88             | 12,37            | 17,41            | 21,45            | 23,80            | 23,64            | 19,12            | 14,64            | 9,78             | 6,23             |                  |
| Середній мінімум, °C                          | 0,07             | 0,75             | 3,87             | 7,36             | 12,38            | 16,43            | 20,31            | 20,13            | 15,63            | 11,14            | 6,28             | 2,74             |                  |
| Норма опадів, мм                              | 60               | 49               | 58               | 66               | 62               | 73               | 49               | 74               | 85               | 96               | 93               | 73               |                  |
| Середньомісячна швидкість вітру, м/с          | 2.32             | 2.55             | 2.63             | 2.63             | 2.39             | 2.30             | 2.30             | 2.26             | 2.31             | 2.53             | 2.60             | 2.49             |                  |
| Середньомісячна сонячна радіація, кДж/м²·день | 4425             | 7381             | 10792            | 15373            | 19671            | 21539            | 22502            | 19327            | 14225            | 9075             | 4909             | 3759             |                  |
| --------------------------------------------- | ---------------- | ---------------- | ---------------- | ---------------- | ---------------- | ---------------- | ---------------- | ---------------- | ---------------- | ---------------- | ---------------- | ---------------- | ---------------- |
| Джерело:                                      |                  |                  |                  |                  |                  |                  |                  |                  |                  |                  |                  |                  |                  |